# Saxifraga lepida
Saxifraga lepida är en stenbräckeväxtart som beskrevs av H. Sm.. Saxifraga lepida ingår i Bräckesläktet som ingår i familjen stenbräckeväxter. Inga underarter finns listade i Catalogue of Life.